# Antoine de Caunes
Antoine de Caunes (ur. 1 grudnia 1953 w Paryżu) – francuski aktor, reżyser i scenarzysta teatralny, filmowy i telewizyjny.
Syn spikerki telewizyjnej Jacqueline Joubert i dziennikarza Georges'a de Caunesa, karierę rozpoczął jako osoba publiczna, pod koniec lat 70. jako twórca i gospodarz programu telewizyjnego Chorus. Pod pseudonimem Paul Persavon pisał teksty piosenek do serii animowanej dla Antenne 2, w tym Cobra i Space Sheriff Gavan (znany we Francji jako X-Or). Po raz pierwszy pojawił się przed kamerami jako Nick Signal w telefilmie Canal+ Rock (1982). Wystąpił w programie Channel 4 Eurotrash z Jean-Paulem Gaultier.

## Wybrana filmografia

### Filmy fabularne
- 1989: Pentimento jako Charles
- 1996: Dwóch tatusiów i mama (Les Deux papas et la maman) jako Jérôme
- 1997: Dla dobra sprawy  (C'est pour la bonne cause!) jako Daniel
- 1998: Mężczyzna jest kobietą jak każdy (L'Homme est une femme comme les autres) jako Simon Eskanazy
- 1999: Kolory kłamstwa (Au coeur du mensonge) jako Germain-Roland Desmot
- 2002: Blanche jako Kapitan KKK
- 2007: Wakacje Jasia Fasoli (Mr. Bean's Holiday) jako prezenter TV
- 2008: 48 godzin na dobę (48 heures par jour) jako Bruno
- 2009: Mumu jako Pułkownik

### Filmy TV
- 1998: Bob wspaniały (Bob le magnifique) jako François Morin/Bob St Clar

### Seriale TV
- 2005-2007: Kaamelott jako rycerz Seigneur Dagonet
- 2007: Zwierzenia (Confidences)
- 2009: Kaamelott jako rycerz Seigneur Dagonet
- 2010: Twardy lub świnia! (Du hard ou du cochon!) jako Lui

### Dubbing
- 1999: Stuart Malutki (Stuart Little) jako Stuart (głos)
- 2000: Droga do El Dorado (The Road to El Dorado) jako Miguel (głos)
- 2001-2002: Nowe przygody Lucky Luke’a (Les nouvelles aventures de Lucky Luke) jako Lucky Luke (głos)
- 2002: Stuart Malutki 2' (Stuart Little 2) jako Stuart (głos)